# Norrköpingshus
Norrköpingshus eller Norrköpings kungsgård, var ett slott eller kungsgård beläget på platsen för nuvarande Hedvigs kyrka vid Tyska torget i Norrköping.

## Historia

### Det första Norrköpingshus
Norrköpingshus har sitt ursprung i en kungsgård som Gustav Vasa lät uppföra vid nuvarande Tyska torget under sina sista år på tronen. Kungsgården avbrändes av svenskarna 1567 under Erik XIV:s regeringstid då Daniel Rantzau var i Östergötland med sina danska trupper och härjade under det nordiska sjuårskriget. Den svenska hären ville inte att den södra sidan (söder om Motala ström) av staden skulle falla i fiendens händer utan satte eld på husen, samtidigt som man besatte den norra sidan och uppförde ett blockhus starkt besatt med skyttar och grovt artilleri. Svenskarnas taktik lyckades och danskarna drog sig tillbaka söderut, efter att ha plundrat det som gick.

### Det andra Norrköpingshus
Närmare tio år efter branden, under Johan III:s regeringstid, år 1575 eller 1576 påbörjades nybygget av kungsgården på samma plats. Senast 1578 var den iordningställd. Förberedande arbeten för en utbyggnad av kungsgården till slott sattes igång 1581. Samtidigt hade man påbyggnadsarbeten på Stegeborgs slott och Norsholms herrgård. Sedan 1583 var den kände nederländske slottsbyggaren Hans Fleming lejd av Johan III för slottsbygget i Norrköping. År 1583 var bland annat bottnekarlar, det vill säga män från kustbygderna runt Bottniska viken lejda. De grävde året därpå en trädgård och inhägnade den med plank. Även en ruddamm anlades med tiden. Flera finnar arbetade vid kalkugnen. Den låg vid Norrköpingshus, där man även hittade tegelbruk, fogdestuga, slakteri, stallar, badstuga, bryggeri, smedja och snickeri. Man vet också att källare byggdes av dalkarlar och fem murmästare var samtidigt anställda.  Något år efter byggstarten levererades 11300 tegel, och 11 murmästare var i arbete. Inte endast från Norrland och Finland kom arbetare till slottsbygget, Baltikum var också värvningsområde.
Det finns inga bilder på hur Norrköpingshus såg ut, men det bör ha varit en pampig byggnad. Slottet byggdes i korsvirke med två torn, 300 fönster, och portal med kungligt vapen, koppartak och många gemak, bland annat en valvslagen kyrksal, samt troligen också en vallgrav som omgärdade slottet. Det påkostade inredningsarbetet överläts åt hantverkare och konstnärer från Tyskland och Nederländerna.
Ett skepp införskaffades till kungsgården i början av 1580-talet. I 1583 års norrbottenfärd, då Nils Matsson förde skeppet, slutade hemfärden i en katastrof. Fogderäkenskapen berättar att skeppet försvann.
Till slottet hörde ett stort jordbruk och österut sträckte sig de kungliga odlingarna och trädgårdarna. Ett faktum som än idag går igen i namnet Trädgårdsgatan och kvartersnamnen Ruddammen, Vattenkonsten och Trädgården.
Johan III kunde flytta in på Norrköpingshus 1586 och bodde här vid några tillfällen, ofta tillsammans med inbjudna gäster. 
Från 1594 till 1597 var huset bostad åt Elisabet Vasa (1549–1597), en av Gustav Vasas döttrar. Hon var änka efter en tysk furste, och hon drog in i staden med ett hov cirka 100 personer, de flesta tyskar som kom med henne till Sverige. I hovet fanns även anställda musiker och flamländska väverskor. Umgängeslivet i furstehovet blev både glansfullt och livligt, inte minst eftersom hela den kungliga släkten fanns på nära avstånd med hertigen, sedermera Karl IX i Nyköping, änkedrottning Gunilla Bielke (1568–1597) på Bråborg strax utanför staden samt fler släktingar i Vadstena slott och Stegeborgs slott. Slottet Tre Kronor i Stockholm stod tomt sedan Johan III avlidit 1592 och kung Sigismund bodde istället i Polen. 
Elisabet Vasa avled den 19 november 1597 under ett besök i Stockholm och hennes hov på Norrköpingshus kom att upplösas, såsom kunglighet begravdes hon i Uppsala domkyrka.
Karl IX hade besökt Norrköpingshus flera gånger då systern Elisabet Vasa höll hov. Själv var han också intresserad av det och tänkte hålla 1604 års riksdag där, men slottsbranden ett par dagar före riksdagens öppnande gjorde att han kom att utropas till kung i någon annan av Norrköpings offentliga byggnader, antingen i stadskyrkan eller rådhuset. Norrköpingshus byggdes aldrig upp efter branden. Istället uppfördes ett nytt slott – Johannisborg. 

### Efter branden
Tomten där Norrköpingshus legat donerades 1663 till tyska församlingen, som uppförde den så kallade Hedvigs kyrka eller i dagligt tal Tyska kyrkan, byggd av i Norrköping bosatta tyskar och invigd 1673, bränd av ryssarna 1719 och återställd 1758, vars byggnad ännu står kvar på 2000-talet och tillhör Svenska kyrkan. I samband med grävningar framför Hedvigs kyrka, ut mot Tyska torget, har man under efterkrigstiden funnit rester av stenmurar och andra intressanta fynd.